# Isabel Abreu
Maria Isabel de Abreu Correia Pereira (Arronches, 3 de março de 1978) é uma atriz portuguesa.

## Biografia
Isabel Abreu é filha de Carlos Correia Pereira e de sua mulher Maria Isabel Marouço da Ponte de Abreu, médica, e irmã de Carlos António de Abreu Correia Pereira. É casada com o realizador Tiago Guedes, de quem tem um filho e uma filha, Tiago de Abreu Guedes de Carvalho e Maria Pereira Guedes de Carvalho.
Foi autora da encenação e apresentação da peça O Crime de Arronches no concelho de Arronches.
Em 2010 participou na peça Blackbird, de David Harrower, encenada no TNSJ por Tiago Guedes.
Na Gala dos Prémios Autores 2011, da Sociedade Portuguesa de Autores e da Radiotelevisão Portuguesa, recebeu o prémio de Melhor Atriz.
Coro dos Amantes é uma curta-metragem de Tiago Guedes, protagonizada por Isabel Abreu e Gonçalo Waddington que estreou em outubro de 2015.
Participa na peça Três Dedos Abaixo do Joelho de Tiago Rodrigues onde colabora novamente com Gonçalo Waddington.
Desempenha o papel da vilã Narcisa, em Rainha das Flores, da SIC.
É nomeada aos prémios Globos de Ouro na categoria de melhor atriz de teatro pela peça Um Diário de Preces, construída a partir de um texto da americana Flannery O'Connor, com encenação de Miguel Loureiro, e onde interpreta textos da escritora através de conversas com Deus, numa tentativa de compreender o mundo.

## Televisão
- 2016–2017 Rainha das Flores - Narcisa Severo (Antagonista)
- 2017 Filha da Lei - Pivot TV
- 2016 Os Boys - Becas
- 2016 Uma Vida à Espera - Mulher
- 2016 Fado - Maria
- 2015 Donos Disto Tudo - episódio 5 da 1.ª temporada
- 2013-2014 Os Filhos do Rock - Simone
- 2013 Odisseia - Vera
- 2012 E Depois, Matei-o (telefilme) - Catarina
- 2009–2012 Pai à Força - Marta
- 2011 Conta-me Como Foi - Cristina
- 2011 Liberdade 21 - Carminda
- 2010 Noite Sangrenta - Berta Maia
- 2010 37 - Sara
- 2005 Inspector Max - Telma Neves - episódio Os Noivos
- 2004 A Ferreirinha - Antónia Plácido
- 2003–2004 Queridas Feras - Fernanda
- 2002 Super Pai - Paulina
- 2001 O Espírito da Lei - Rita
- 2001 Milionários à Força
- 2001 Café da Esquina - Vera
- 2000 Alta Fidelidade (telefilme) - Yen
- 2000 Ajuste de Contas
- 2000 Con(s)certos na Cave
- 2000 Esquadra de Polícia
- 1998 Débora

## Filmografia
- 2018 Olga -
- 2017 Mariphasa - Luísa
- 2016 Uma Vida à Espera
- 2016 Fado - Maria
- 2015 God Will Provide (curta) - Maria
- 2015 Bunker (curta)
- 2014 Coro dos Amantes (curta)
- 2013 Imaculado (curta)
- 2012 Assim Assim - Margarida
- 2012 Sinais de Serenidade Por Coisas Sem Sentido (curta)
- 2012 Solo (curta)
- 2010 Todos Iguais a Dormir (curta)
- 2010 Mercúrio (curta)
- 2010 Voodoo (curta)
- 2009 El Justiciero (curta) - Sílvia
- 2008 Entre os Dedos - Lúcia
- 2008 A Zona - Leonor
- 2007 Dot.com - Ana
- 2006 Coisa Ruim
- 2004 Maria E as Outras - Joana
- 2002 Remains (curta)
- 2002 António, Um Rapaz de Lisboa
- 2002 Ficção (curta)
- 2001 Acordar (curta)
- 2001 Baby Boom (curta)
- 2000 Sem Movimento (curta)

## Teatro (como atriz)
- 2017: Como Ela Morre, adaptação pelo Tiago Rodrigues do romance Madame Bovary de Flaubert.
- 2018: Sopro, do Tiago Rodrigues.
- 2020: Catarina e a Beleza de Matar Fascistas, do Tiago Rodrigues. Papel da mãe.
- 2021: La Cerisaie, adaptado pelo Tiago Rodrigues.
- 2023: Black Lights, da Mathilde Monnier
- 2024: Hamlet, adaptato pela Christiane Jatahy. Papel da Ofélia e do Laertes.